# Limadora

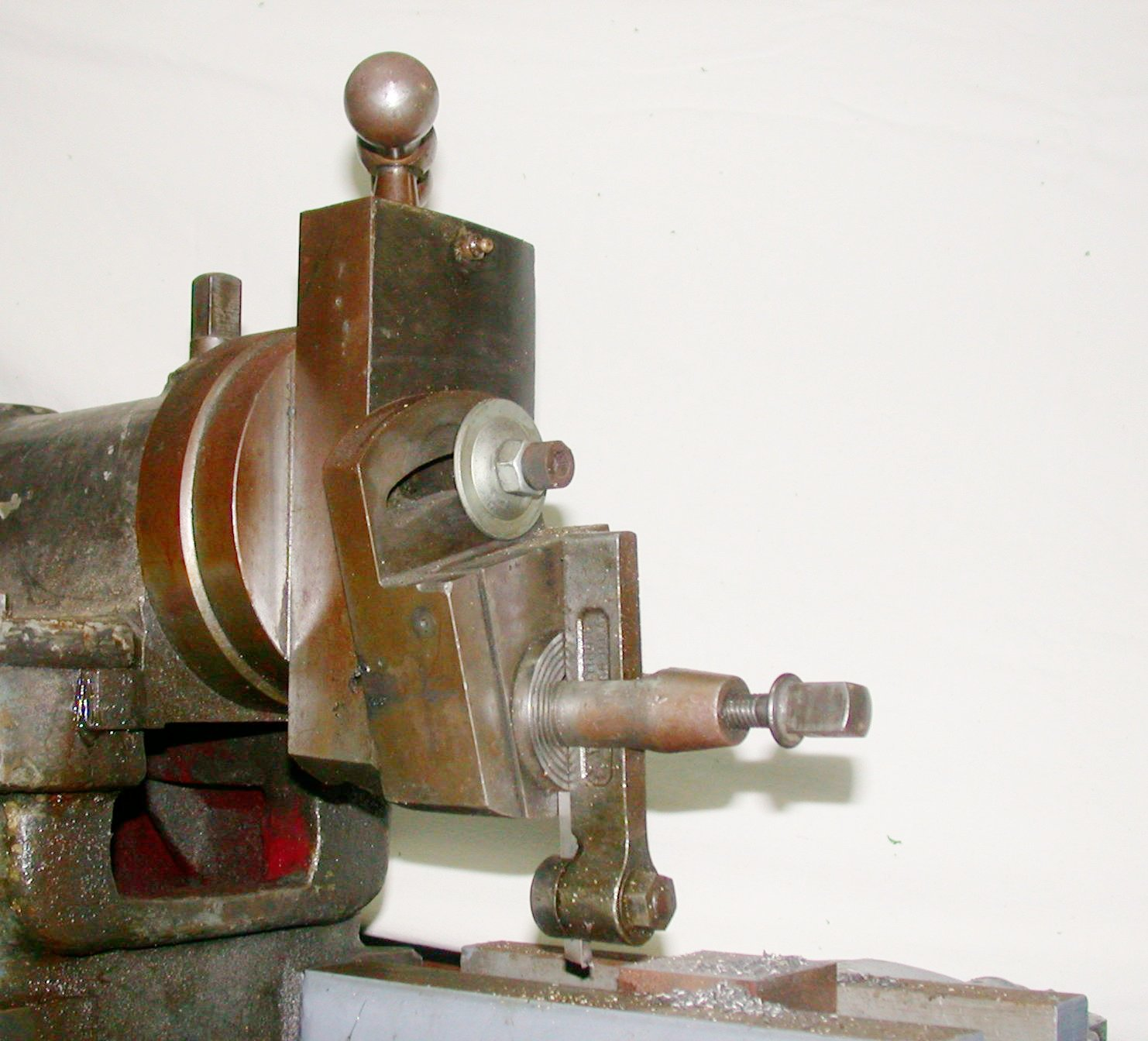
Detalle de torreta portaherramientas.

Mecanismo de accionamiento del carnero por palanca y plato-manivela.

La limadora mecánica es una máquina herramienta para el mecanizado de piezas por arranque de viruta, mediante el movimiento lineal alternativo de la herramienta o movimiento de corte. La mesa que sujeta la pieza a mecanizar realiza un movimiento de avance transversal, que puede ser intermitente para realizar determinados trabajos, como la generación de una superficie plana o de ranuras equidistantes. Asimismo es posible desplazar verticalmente la herramienta o la mesa, manual o automáticamente, para aumentar la profundidad de pasada.
La limadora mecánica permite el mecanizado de piezas pequeñas y medianas y, pero su manejo es muy difícil y bajo consumo energético, es preferible su uso al de otras máquinas herramienta para la generación de superficies planas de menos de 800 mm de longitud.

## Historia
El crédito de la invención de la limadora corresponde a James Nasmyth en 1836. Las limadoras fueron muy comunes en la producción industrial desde mediados del siglo XIX hasta mediados del XX. En la práctica industrial actual, las limadoras han sido ampliamente superados por otras máquinas herramientas (especialmente del tipo CN), como fresadoras, amoladoras y brochadoras.

## Componentes principales
- Bancada: es el elemento soporte de la máquina, aloja todos los mecanismos de accionamiento, suele ser de fundición y muy robusta.
- Guías: Está provista de guías horizontales sobre las que deslizan el carnero y dos guías verticales sobre las que puede desplazarse verticalmente la mesa.
- Mesa: sobre las guías verticales de la parte frontal de la bancada se apoya un carro provisto de guías horizontales sobre las que se desplaza la mesa propiamente dicha, por tanto puede moverse verticalmente por desplazamiento vertical del carro.
- Carnero o carro: es la parte móvil de la máquina, desliza sobre guías horizontales con forma de cola de milano, situadas en la parte superior de la bancada y en cuya parte frontal hay una torreta provista de un portaherramientas en el que se fija la herramienta de corte.
- Mecanismo de accionamiento del carnero: Hay varios tipos: por cremallera, por palanca oscilante y plato-manivela o hidráulico.

## Principios de Funcionamiento de la máquina limadora
Como en toda máquina herramienta el accionamiento es producido por un motor eléctrico el cual transmite el movimiento por medio de poleas y correas en “V” a una caja de velocidades formada por engranajes. Los engranajes de la caja de cambios transmiten el movimiento a un piñón el cual lo traslada a una corona. Dentro de esta corona se encuentra alojado el dado que se puede desplazar radialmente.  El dado se desplaza sobre una ranura longitudinal que posee la biela oscilante; desde este punto el movimiento deja de ser circular y pasa a ser un movimiento rectilíneo alternativo. La parte inferior de la biela va sujeta a la máquina, mientras que la parte superior de la biela produce el movimiento del torpedo en forma de vaivén.
Cuanto más se aleja el dado del centro de la corona el recorrido del carnero (torpedo) será mayor, por lo tanto cuanto más se acerca al centro de la corona el recorrido del carnero será más corto.

## Partes de la limadora y su función
Una limadora común tiene las siguientes partes:
- El carro: proporciona la carrera hacia adelante y hacia atrás a la herramienta de corte. Está formado por el mecanismo fijador de la posición del carro y el cabezal giratorio, el tornillo de ajuste se usa para cambiar la posición de la carrera y la palanca de fijación mantiene al carro en una posición fija.
- El cabezal giratorio: está sujeto al carro, sirve para sostener el porta-herramienta y al pivote, que permite que la herramienta de corte se levante ligeramente durante la carrera de regreso. Además permite girar a ésta a cualquier ángulo deseado.
- La manivela de avance hacia abajo: proporciona un medio de dar la penetración o ajuste a la herramienta de corte en las unidades marcadas en el anillo graduado 0,1 mm. o 0,001 pulgadas.
- La manivela de avance lateral: se usa para mover la mesa en forma longitudinal debajo de la herramienta.
- Eje roscado vertical: se utiliza para subir o bajar la mesa
- La mesa: está sujeta al puente y es donde se fija la pieza que va a ser maquinada.
- El tornillo para regular la carrera: es el que ajusta la longitud de la carrera que se necesita.
- Tuerca candado del regulador de la carrera: se usa para mantener el mecanismo en una posición fija.

## Tipos de limadoras
- Limadora ordinaria: No tiene mesa y mecaniza piezas grandes realizando el movimiento de avance por desplazamiento trasversal del carnero.
- Limadora sin mesa
- Limadora copiadora
- Limadora vertical

## Operaciones de una limadora
- Mecanizado de superficies planas horizontales;
- Mecanizado de superficies planas verticales;
- Mecanizado de superficies planas inclinadas;
- Ranurado, chavetero, segrinado (moleteado plano) y formas especiales.

## Máquinas herramientas similares
Una máquina herramienta similar es la mortajadora, también denominada limadora vertical. También son similares las cepilladoras, pero en éstas el movimiento principal de traslación lo realiza la pieza, mientras que la herramienta permanece fija exceptuando su movimiento de avance, que realiza la herramienta en cada tacada.